# Nemoria leptalea
Nemoria leptalea là một loài bướm đêm trong họ Geometridae.